# Новий Мир (Феодосійський район)
Нови́й Мир (крим. Novıy Mır) — село Феодосійського району Автономної Республіки Крим.
Розташоване на заході району.
За данними сільради на 2009 рік, село займало площу 75,3 га на якій у 231 дворі проживало 695 осіб.